# Operation Arc Light
Die Operation Arc Light fand während des Vietnam-Krieges statt und wurde von der USAF ausgeführt. Ziel dieser Operation war es, ständig mehrere schwere Bomber in schneller Bereitschaft zu halten, um den Bodentruppen ggf. schwere taktische Luftunterstützung geben zu können.
Aus politischen und logistischen Gründen schied Vietnam selbst als Operationsbasis für die schweren Bomber aus. Daher entschied man sich für Guam im Pazifik. Da die Anflugzeiten allerdings sehr lang waren, wurden ständig einige B-52 in der Luft vor Vietnam in Bereitschaft gehalten, um ggf. Unterstützung leisten zu können. 